# Open di Francia 1988
L'Open di Francia 1988, l'87ª edizione degli Open di Francia di tennis, si è svolto sui campi in terra rossa dello Stade Roland Garros di Parigi, Francia, dal 23 maggio al 5 giugno 1988.
Il singolare maschile è stato vinto dallo svedese Mats Wilander, che si è imposto sul francese Henri Leconte in tre set col punteggio di 7–5, 6–2, 6–1.
Il singolare femminile è stato vinto dalla tedesca Steffi Graf, che ha battuto la bielorussa Nataša Zvereva senza concedere un game.
Nel doppio maschile si sono imposti Andrés Gómez e Emilio Sánchez Vicario.
Nel doppio femminile hanno trionfato Martina Navrátilová e Pam Shriver. 
Nel doppio misto la vittoria è andata a Lori McNeil in coppia con Jorge Lozano.

## Seniors

### Singolare maschile
Mats Wilander ha battuto in finale  Henri Leconte con il punteggio di 7–5, 6–2, 6–1.

### Singolare femminile
Steffi Graf ha battuto in finale  Nataša Zvereva con il punteggio di 6–0, 6–0.

### Doppio maschile
Andrés Gómez /  Emilio Sánchez Vicario hanno battuto in finale  John Fitzgerald /  Anders Järryd con il punteggio di 6–3, 6–7, 6–4, 6–3.

### Doppio Femminile
Martina Navrátilová /  Pam Shriver  hanno battuto in finale  Claudia Kohde Kilsch /  Helena Suková con il punteggio di 6–2, 7–5.

### Doppio Misto
Lori McNeil /  Jorge Lozano hanno battuto in finale  Brenda Schultz /  Michiel Schapers con il punteggio di 7–5, 6–2.

## Junior

### Singolare ragazzi
Nicolás Pereira ha battuto in finale  Magnus Larsson con il punteggio di 7–6, 6–3.

### Singolare ragazze
Julie Halard ha battuto in finale  Andrea Farley con il punteggio di 6–2, 4–6, 7–5.

### Doppio ragazzi
Jason Stoltenberg /  Todd Woodbridge

### Doppio ragazze
Alexia Dechaume /  Emmanuelle Derly